# José Luis Romeu
José Luis Romeu (Barcelona, 27 d'abril de 1984) és un muntador i editor de cinema espanyol. El 2008 fou nominat a la Medalla del CEC al millor muntatge pel seu treball a Los cronocrímenes. El 2015 va guanyar el premi James Lyons al Festival de Cinema de Woodstock pel seu treball a Oliver's Deal. I el 2014 va guanyar la Medalla del CEC al millor muntatge pel seu treball a Grand Piano.

## Filmografia
- Los cronocrímenes (2007)
- Los Totenwackers (2008)
- Angòsia (2010)
- Grand Piano (2013)
- Oliver's Deal (2015)
- Ebre, del bressol a la batalla (2016)
- El fotògraf de Mauthausen (2018)
- Apóstata (2019)